# Linda Wong Valle
Linda Wong Valle (Managua, 1958) es una poeta y artista performática nicaragüense. Integrante de la Asociación Nicaragüense de Escritoras.

## Obras publicadas
Ha publicado cinco poemarios, tres de ellos por sus propios medios:
- Del alma al tálamo (1979)
- Temblor Ediciones PRE-TEXTOS (1991)
- Postre (edición ilustrada 1998)
- Besos (Miami, Florida) EDITSAC Publishing & Printing, 1999
- Emociones, (2002)
- Sus poemas han aparecido en la revista Anide,[3] secciones culturales de periódicos nacionales (La Prensa[4]) y en antologías como Pícaras-Trilogía Poética de las Mujeres en Hispanoamérica - Pícaras, Místicas y Rebeldes,[5] (Ediciones La Cuadrilla de la Langosta, 2004) Y Mujer y Poesía[6] (ONU, 2013). También hay comentarios sobre su obra[2] en El Nuevo Diario.

## Poemas musicalizados
En 2006, el reconocido roquero nicaragüense Alejandro Mejía, musicalizó sus poemas Dónde, Ingobernable en las rocas y Semaforientos niños en el disco Ecosistema del sistema de Grupo Armado. En 2007, el mismo artista también musicalizó su poema Herida interpretado por su nuevo grupo, Cargacerrada. Linda Wong también es conocida por realizar performances de forma individual o en colaboración con otros artistas.